# Willow (lied)
Willow (gestileerd in onderkast) is een nummer van de Amerikaanse zangeres Taylor Swift. Het werd uitgebracht op 11 december 2020 door Republic Records en is de eerste single van Swifts negende studioalbum, evermore.

## Achtergrond
Swift werkte met Aaron Dessner aan haar achtste studioalbum, folklore. Nadat dit album uitgebracht was, schreef Dessner nummer met de werktitel 'Westerly', vernoemd naar het huis waar Swift "the last great american dynasty" over schreef. Hij liet dit aan Swift horen zonder te verwachten dat zij er verder aan zou werken. Swift stuurde echter een uur later een eerste versie van "willow" terug. "Willow" was een van de eerste nummers die Swift en Dessner schreven voor evermore en zette het proces voor het maken een nieuw album in gang.
Swift beschreef "willow" in een Q&A als een toverspreuk die je over iemand uit spreekt zodat diegene verliefd op je wordt. Volgens haar gaat het nummer over het verlangen en de complexiteit die je ervaart wanneer je samen met iemand wilt zijn.
"Willow" werd als single aangekondigd toen Swift bekend maakte dat evermore zou verschijnen. In dezelfde aankondiging benoemde ze namelijk dat de videoclip van "willow" tegelijk met het album zou verschijnen.

## Ontvangst
In de Verenigde Staten kwam "willow" op de eerste plek van de Billboard Hot 100 binnen. Dit gebeurde op hetzelfde moment dat evermore de Billboard 200 op de eerste plek binnen kwam. Swift is daarmee de eerste artiest die twee keer met zowel een album als een single aan de top van de hitlijsten debuteert. De eerste keer dat ze dit deed was met "cardigan" en folklore. Daarnaast is dit haar zevende nummer 1-hit in de Billboard Hot 100 en de derde keer dat ze met een single aan de top van deze hitlijst debuteert (na "Shake It Off" en "cardigan").
Ook buiten de Verenigde Staten bereikte "willow" de top van de hitlijsten, bijvoorbeeld in Australië, Canada en Singapore. In Ierland, Nieuw-Zeeland en het Verenigd Koninkrijk behaalde de single de top vijf. In Nederland en België behaalde "willow" wel de hitlijsten, maar niet de top. In de Vlaamse Ultratop 50 bereikte "willow" de 40ste plek. In Nederland behaalde de single een 49ste plek in de Single Top 100 en een 30ste plek in de Top 40.

## Videoclip
De videoclip van "willow" werd tegelijk uitgebracht met evermore. Swift regisseerde de videoclip zelf, net als ze had gedaan bij "The Man" en "cardigan", en werkte met dezelfde cameraregisseur als bij "cardigan". De videoclip is dan ook een voortzetting van de videoclip van "cardigan". In de videoclip van "willow" kruipt Swift weer terug in haar magische piano en volgt daarbij een gouden draad (waar ze naar verwijst in folklores "invisible string"). De gouden draad neemt haar mee naar een meer waar ze het gezicht van haar geliefde (gespeeld door Taeok Lee) ziet, naar een scène uit haar jeugd, naar een kermistent waar ze optreedt en naar een besneeuwd bos. Uiteindelijk leidt de draad haar terug naar het huisje waar de videoclip begon waar ze haar geliefde voor het eerst in het echt ziet.
Net als de videoclip van "cardigan" werd de videoclip van "willow" opgenomen tijdens de coronapandemie, waardoor men zich aan strenge regels moest houden. Zo is er maar één scène waar de acteurs dicht bij elkaar in de buurt komen en zijn op afstand bestuurbare camera's gebruikt om te filmen zodat een cameraman niet te dicht in de buurt van Swift of de andere acteurs hoefde te komen.
De videoclip van "willow" bevat verschillende verwijzingen naar Swifts eerdere werk. Zo lijkt de outfit die ze draagt in het besneeuwde bos op haar outfit in "...Ready for It?". Dezelfde scène bevat verwijzingen naar hekserij. Ook daar sprak Swift over in eerdere nummers zoals "I Did Something Bad" en "mad women". Ten slotte verwijst de kleur goud niet alleen naar de draad in "invisible string", maar ook naar eerdere nummers, zoals "Dress" en "Daylight", waarin Swift haar geliefde associeert met de kleur goud.

## Live uitvoeringen en andere versies
Twee dagen naar het uitkomen van evermore (en "willow") bracht Swift op haar 31ste verjaardag een dance-remix uit van "willow", gemaakt door Zweedse producer Elvira. Deze remix heette de 'dancing witch version'. De dagen erna bracht Swift nog twee versies uit van "willow": de "lonely witch version", gekenmerkt door een akoestische productie, en de "moonlit witch version", gekenmerkt door een pop- in plaats van folkproductie.
Swift trad voor het eerst op met "willow" tijdens de Grammy Awards in 2021. Samen met Jack Antonoff en Aaron Dessner met wie ze folklore en evermore maakte, speelde ze een medley van "cardigan", "august" en "willow".

## Hitnoteringen

### Nederlandse Top 40
| Hitnoteringen: (Week 1 t/m 4) 09-01-2021 t/m 30-01-2021 | Hitnoteringen: (Week 1 t/m 4) 09-01-2021 t/m 30-01-2021 | Hitnoteringen: (Week 1 t/m 4) 09-01-2021 t/m 30-01-2021 | Hitnoteringen: (Week 1 t/m 4) 09-01-2021 t/m 30-01-2021 | Hitnoteringen: (Week 1 t/m 4) 09-01-2021 t/m 30-01-2021 | Hitnoteringen: (Week 1 t/m 4) 09-01-2021 t/m 30-01-2021 |
| Week:                                                   | 1                                                       | 2                                                       | 3                                                       | 4                                                       |                                                         |
| ------------------------------------------------------- | ------------------------------------------------------- | ------------------------------------------------------- | ------------------------------------------------------- | ------------------------------------------------------- | ------------------------------------------------------- |
| Positie:                                                | 37                                                      | 34                                                      | 30                                                      | 34                                                      | uit                                                     |

### NederlandseSingle Top 100
| Hitnoteringen: (Week 1) 19-12-2020 Hitnoteringen: (Week 2 t/m 9) 09-01-2021 t/m 27-02-2021 | Hitnoteringen: (Week 1) 19-12-2020 Hitnoteringen: (Week 2 t/m 9) 09-01-2021 t/m 27-02-2021 | Hitnoteringen: (Week 1) 19-12-2020 Hitnoteringen: (Week 2 t/m 9) 09-01-2021 t/m 27-02-2021 | Hitnoteringen: (Week 1) 19-12-2020 Hitnoteringen: (Week 2 t/m 9) 09-01-2021 t/m 27-02-2021 | Hitnoteringen: (Week 1) 19-12-2020 Hitnoteringen: (Week 2 t/m 9) 09-01-2021 t/m 27-02-2021 | Hitnoteringen: (Week 1) 19-12-2020 Hitnoteringen: (Week 2 t/m 9) 09-01-2021 t/m 27-02-2021 | Hitnoteringen: (Week 1) 19-12-2020 Hitnoteringen: (Week 2 t/m 9) 09-01-2021 t/m 27-02-2021 | Hitnoteringen: (Week 1) 19-12-2020 Hitnoteringen: (Week 2 t/m 9) 09-01-2021 t/m 27-02-2021 | Hitnoteringen: (Week 1) 19-12-2020 Hitnoteringen: (Week 2 t/m 9) 09-01-2021 t/m 27-02-2021 | Hitnoteringen: (Week 1) 19-12-2020 Hitnoteringen: (Week 2 t/m 9) 09-01-2021 t/m 27-02-2021 | Hitnoteringen: (Week 1) 19-12-2020 Hitnoteringen: (Week 2 t/m 9) 09-01-2021 t/m 27-02-2021 | Hitnoteringen: (Week 1) 19-12-2020 Hitnoteringen: (Week 2 t/m 9) 09-01-2021 t/m 27-02-2021 |
| Week:                                                                                      | 1                                                                                          |                                                                                            | 2                                                                                          | 3                                                                                          | 4                                                                                          | 5                                                                                          | 6                                                                                          | 7                                                                                          | 8                                                                                          | 9                                                                                          |                                                                                            |
| ------------------------------------------------------------------------------------------ | ------------------------------------------------------------------------------------------ | ------------------------------------------------------------------------------------------ | ------------------------------------------------------------------------------------------ | ------------------------------------------------------------------------------------------ | ------------------------------------------------------------------------------------------ | ------------------------------------------------------------------------------------------ | ------------------------------------------------------------------------------------------ | ------------------------------------------------------------------------------------------ | ------------------------------------------------------------------------------------------ | ------------------------------------------------------------------------------------------ | ------------------------------------------------------------------------------------------ |
| Positie:                                                                                   | 61                                                                                         | uit                                                                                        | 97                                                                                         | 70                                                                                         | 53                                                                                         | 49                                                                                         | 53                                                                                         | 66                                                                                         | 74                                                                                         | 93                                                                                         | uit                                                                                        |

### Vlaamse Ultratop 50
| Hitnoteringen: (Week 1 t/m 7) 09-01-2021 t/m 20-02-2021 | Hitnoteringen: (Week 1 t/m 7) 09-01-2021 t/m 20-02-2021 | Hitnoteringen: (Week 1 t/m 7) 09-01-2021 t/m 20-02-2021 | Hitnoteringen: (Week 1 t/m 7) 09-01-2021 t/m 20-02-2021 | Hitnoteringen: (Week 1 t/m 7) 09-01-2021 t/m 20-02-2021 | Hitnoteringen: (Week 1 t/m 7) 09-01-2021 t/m 20-02-2021 | Hitnoteringen: (Week 1 t/m 7) 09-01-2021 t/m 20-02-2021 | Hitnoteringen: (Week 1 t/m 7) 09-01-2021 t/m 20-02-2021 | Hitnoteringen: (Week 1 t/m 7) 09-01-2021 t/m 20-02-2021 |
| Week:                                                   | 1                                                       | 2                                                       | 3                                                       | 4                                                       | 5                                                       | 6                                                       | 7                                                       |                                                         |
| ------------------------------------------------------- | ------------------------------------------------------- | ------------------------------------------------------- | ------------------------------------------------------- | ------------------------------------------------------- | ------------------------------------------------------- | ------------------------------------------------------- | ------------------------------------------------------- | ------------------------------------------------------- |
| Positie                                                 | 46                                                      | 40                                                      | 40                                                      | 41                                                      | 41                                                      | 43                                                      | 48                                                      | uit                                                     |

### NPO Radio 2 Top 2000
| Nummer met noteringen in de NPO Radio 2 Top 2000 | '22  | '23 | '24 |
| ------------------------------------------------ | ---- | --- | --- |
| Willow                                           | 1399 | 592 | 740 |

1. ↑  Een vetgedrukt getal geeft de hoogste notering aan.
2. ↑  2022 was het eerste jaar met een notering voor dit nummer.